# Ипша, Кристиян
Кристиян Ипша (хорв. Kristijan Ipša; 4 апреля 1986, Пореч, СР Хорватия, СФРЮ) — хорватский футболист, защитник.

## Биография

### Клубная карьера
Начал заниматься футболом в клубе «Фунтана», позже учился футболу в клубе «Ядран» из города Пореч. В 1999 году перешёл в «Вартекс». В сезоне 2001/02 играл в клубе «Поморац». С 2004 года по 2007 год выступал в чемпионате Хорватии за клуб «Вартекс», провёл 62 матча и забил 6 мячей.
Летом 2007 года перешёл в немецкий клуб «Энерги», подписав договор до 2010 года. Первый матч в бундеслиге сыграл 2 ноября 2007 года против «Шальке» (0:1). Всего за «Энерги» провёл 4 матча. В июне 2008 года перешёл в датский клуб «Мидтьюлланн».

### Карьера в сборной
Выступал за юношеские сборные Хорватии разных возрастов. Выступал за молодёжную сборную Хорватии до 21 года.